# اندی وارهول
اَندی وارهول (به انگلیسی: Andy Warhol) (با نام اصلی اندرو وارهولا (انگلیسی: Andrew Warhola)) (۶ اوت ۱۹۲۸ – ۲۲ فوریه ۱۹۸۷) هنرمند، نویسنده، عکاس و فیلم‌ساز پیشرو آمریکایی، از بنیان‌گذاران هنر پاپ دههٔ ۱۹۵۰ در ایالات متحده بود. او شناخته‌شده‌ترین چهره هنر پاپ و دارای اندیشه‌های بسیار آوانگارد بود.
هنر پاپ، هنری کمابیش یاغی و ضد ارزش‌های هنری علمی بود که در میانهٔ قرن بیستم پا گرفت. آثار اندی وارهال با وجود آنکه در زمان حیات او مخالفان بسیاری در میان منتقدان داشت محبوبیت عام زیادی کسب کرد و او را به یکی از جنجالی‌ترین شخصیت‌های هنری مبدل کرد. موزه اندی وارهول، بزرگ‌ترین موزهٔ دنیا که به یک هنرمند اختصاص دارد، در پیتزبورگ است.

## زندگی

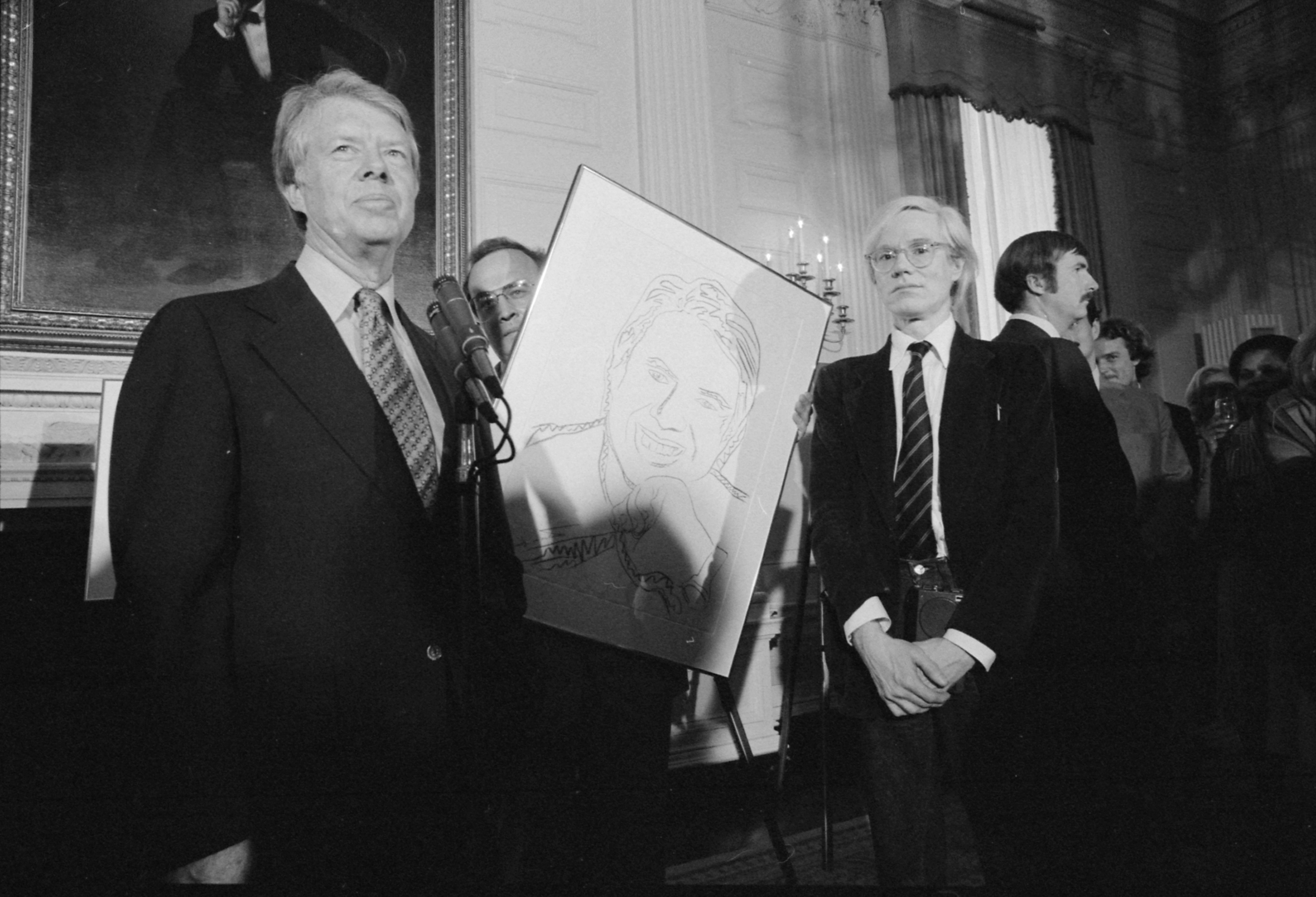
اندی وارهال (سمت راست) در مراسمی در کاخ سفید ترسیمی از جیمی کارتر را به او اهدا می‌کند. (ژوئن ۱۹۷۷).

اندی وارهول به تاریخِ ۶ اوتِ ۱۹۲۸ در پیتسبورگ پنسیلوانیا به دنیا آمد. او فرزندِ سوّمِ یک خانوادهٔ مهاجرِ اهلِ اسلواکی بود. پدرش کارگر ساختمانی بود و مادرش کارهای گلدوزی انجام می‌داد.
وارهول در سال‌های ۱۹۶۰ یک کارخانه کلاه سازی را در نیویورک اجاره و آن را تبدیل به استودیو کرد. این استودیو که مدت‌هاست دیگر وجود ندارد به نام کارخانه مشهور بود. او با این کار ویژگی یکتایی و ناب بودن اثر هنری را از بین برده و شروع به تولید آثار هنری در مقیاس انبوه کرد. در همین دوره وارهول شروع به نقاشی از تولیدات معروف آمریکایی مانند سوپ کمپبل و بطری کوکاکولا نمود. یکی از شناخته‌شده‌ترین کارهای او، قوطی‌های سوپ کمپبل است که در سال ۱۹۶۲ میلادی ترسیم شده‌است.

## ترور
در ژوئن ۱۹۶۸ والری سولاناس سه بار به وارهول شلیک کرد، تیرها به قفسه سینه او اصابت کرد، وارهول از مرگ گریخت، اما ترسیده بود و این آغاز انزوا و ترس از اجتماع بود که تا آخر عمر گریبان او را گرفت. والریا، اغلب اوقات برای وارهول کار می‌کرد و انجمنی تأسیس کرده بود به نام SCUM یا «انجمن تکه‌تکه کردن مردان» که خود، تنها عضو آن بود. هنگامی که والری دستگیر شد، دلیل خود را برای ترور وارهول چنین شرح داد: «او کنترل زیادی روی زندگی من داشت. این تنها راه خلاص شدن من از دست او بود.»

## مرگ
وارهول ساعت ۶:۳۲ صبح روز یک‌شنبه ۲۲ فوریهٔ ۱۹۸۷ در ۵۸ سالگی در منهتن درگذشت. بر اساس گزارش‌های خبری، او پس از عمل جراحی کیسه صفرا در بیمارستان نیویورک دوران بهبود خوبی را پشت سر می‌گذاشت؛ با این حال او هنگام خواب بر اثر ضربان قلب غیرطبیعی وابسته به دوران پس از جراحی درگذشت. وارهول پیش از تشخیص بیماری و عمل جراحی، بررسی مشکلات عودکنندهٔ کیسه صفرای خود را به تعویق انداخت، زیرا از ورود به بیمارستان‌ها و دیدن پزشکان می‌ترسید.
خانواده وارهول در دیوان عالی نیویورک از بیمارستان به دلیل مراقبت ناکافی شکایت کردند و گفتند که آریتمی ناشی از مراقبت نادرست و مسمومیت آب بوده است. پرونده قصور پزشکی به سرعت در خارج از دادگاه حل و فصل شد و خانواده وارهول مبلغی نامعلوم دریافت کردند.

## دیدگاه
وارهول در کتاب «فلسفه اندی وارهول» نوشته‌است: «چیز شگفت‌انگیز دربارهٔ آمریکا این است که سنتی را آغاز کرده که در آن ثروتمندترین مشتریان دقیقاً همان چیزی را می‌خرند که فقیرترینشان می‌خرند. شما می‌توانید کوکاکولا را در تلویزیون ببینید و می‌دانید که رئیس‌جمهور کوکاکولا می‌خورد، الیزابت تیلور کوکاکولا می‌خورد، و فکر کنید، شما هم می‌توانید کوکاکولا بخورید. کوکا همان کوکاست و با هیچ مقداری از پول نمی‌توانید کوکایی بهتر از آنچه داشته باشید که یک ولگرد در گوشه‌ای می‌خورد. همهٔ کوکاها یکسان هستند و همهٔ آن‌ها خوب. این را الیزابت تایلور می‌داند، رئیس‌جمهور می‌داند، ولگرد می‌داند و شما هم می‌دانید.»
از ویژه‌ترین شیوه‌های وارهول تکرار است، او با استفاده از چاپ سیلک برای تکرار مکانیکی موضوعاتش و حذف احساسات شخصی هنرمند از اثر، زندگی و تصویرهای زندگی انسان مدرن را به نمایش می‌گذارد.

## آثار مربوط به ایران
اندی وارهول در سال ۱۹۷۷ میلادی، پرتره‌ای‌هایی از فرح پهلوی، محمدرضاشاه پهلوی و خواهرش اشرف پهلوی را کشیده‌است. پس از انقلاب ۱۳۵۷ ایران، این پرتره‌ها و دیگر آثار مشابه در انبار موزه هنرهای معاصر تهران ماند.

### نمایشگاه پرسونا
نمایشگاه «پرسونا» با کیوریتوری امیر راد با آثاری اندی وارهول از گنجینه موزه هنرهای معاصر تهران که بعضی از آن‌ها به صورت پورتفولیو و شامل چند اثر است، عصر سه‌شنبه ۲۵ خردادماه ۱۴۰۰ برگزار شد. 
مفهوم کلی پرسونا تصویری است که ما در موقعیت‌های گوناگون از خودمان ارائه می‌دهیم و به معرفی خود می‌پردازیم. مانند ماسک و نقابی که بر چهره داریم. ایده خوانش آثار وارهول نیز چنین است که این آثار تکثیر پرسوناهای مختلف وارهول هستند و با خوانش دیگری از این آثار می‌توانیم به حقیقت او پی ببریم. این خوانش کمک می‌کند لایه‌هایی که به‌طور معمول از وارهول می‌شناسیم را کنار بگذاریم و به تصویر درست‌تر و شناخت بهتری از هنرمند و آثارش برسیم.

## کتاب‌ها
- فلسفه اندی وارهال، از A تا B و برعکس
- پاپیسم، دهه شصت وارهال